# Protea repens
Protea repens es una especie de arbusto perteneciente a la familia Proteaceae.  Es originaria de Sudáfrica.

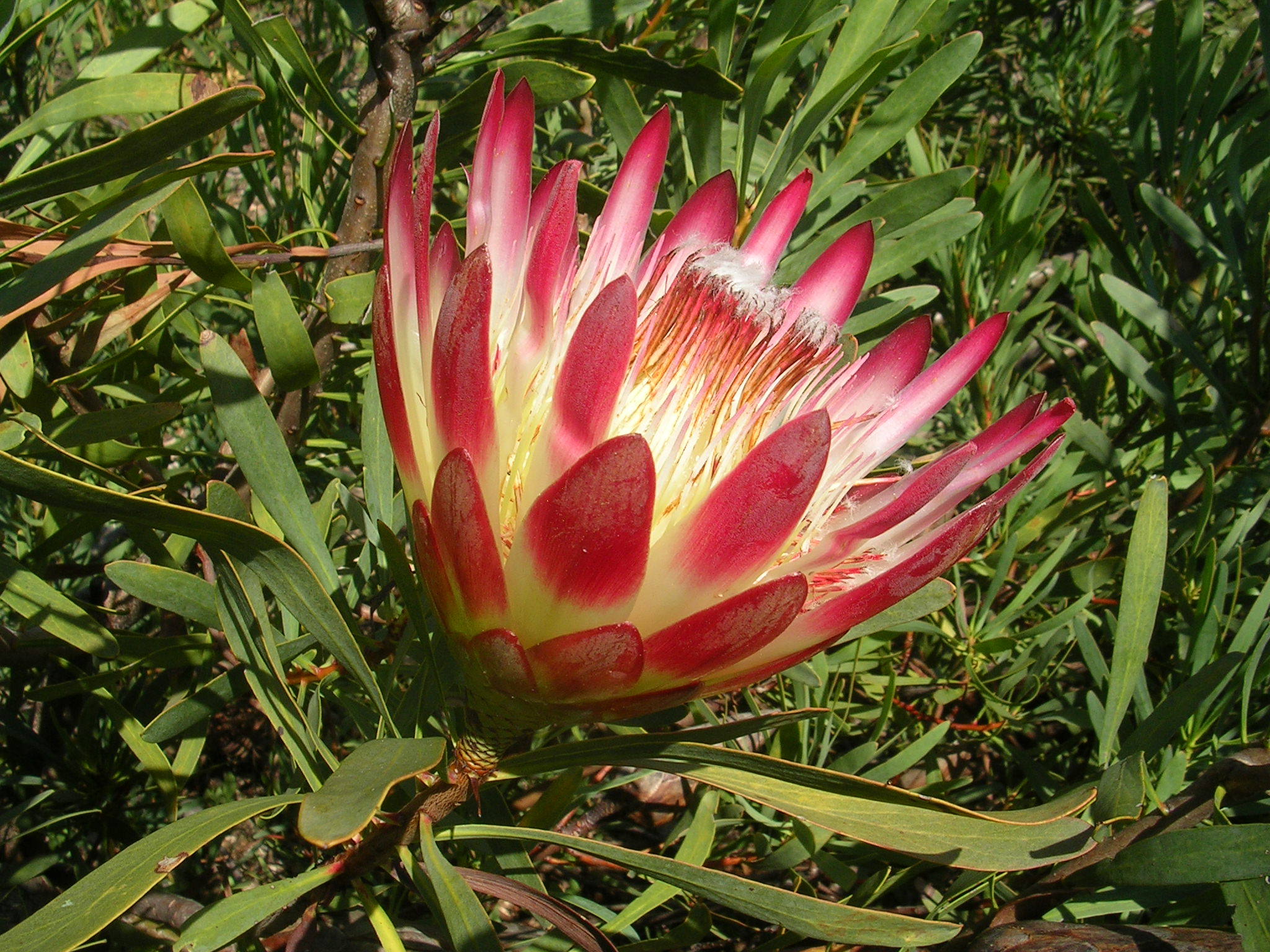
Flor

## Descripción
Es un arbusto perennifolio o árbol que alcanza un tamaño de 0.7 - 4.5 m de altura, a una altitud de  0 - 1400 metros en Sudáfrica.

## Taxonomía
Protea repens fue descrito por Carlos Linneo y publicado en Mant. Pl. Altera: 189 (1771)
Etimología
Protea: nombre genérico que fue creado en 1735 por Carlos Linneo en honor al dios de la mitología griega Proteo que podía cambiar de forma a voluntad, dado que las proteas tienen muchas formas diferentes. 
repens: epíteto latíno que significa "rastrera".
Sinonimia
- Protea mellifera Thunb.
- Protea mellifera var. albiflora Andrews	[3]